# Кенн Фаэлад мак Колган

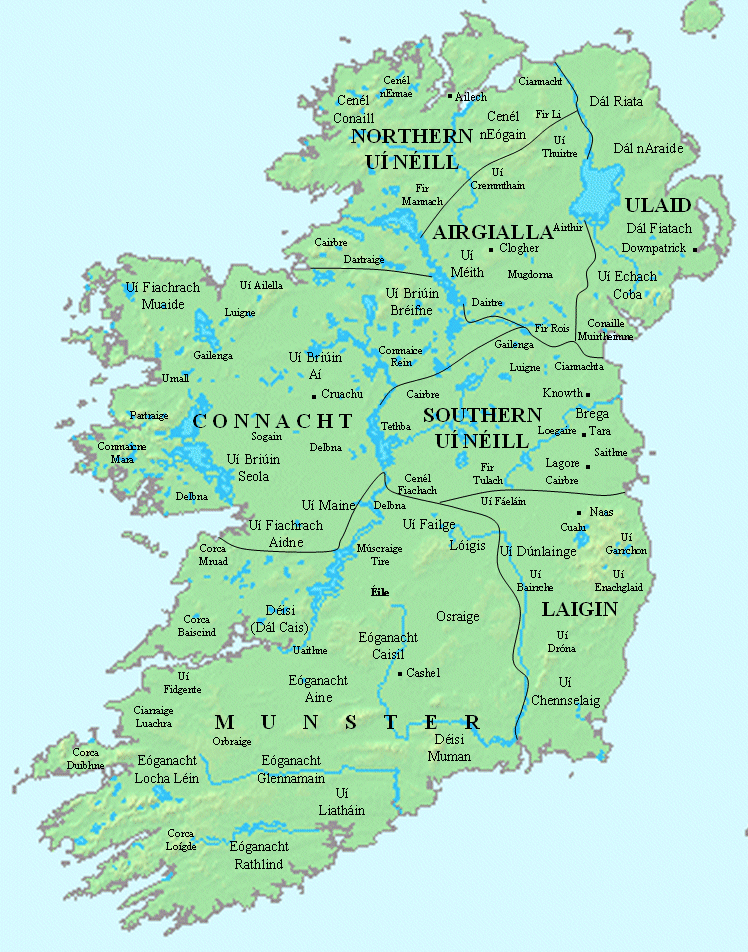
Ирландия в Раннее Средневековье

Кенн Фаэлад мак Колган (др.‑ирл. Cenn Fáelad mac Colgan; убит в 692) — король Коннахта (663—682) из рода Уи Бриуйн.

## Биография
Кенн Фаэлад был сыном Колгу и праправнуком правителя Коннахта Дауи Тени Умы. Он принадлежал к септу Уи Бриуйн Сеола, части Уи Бриуйн — одного из двух наиболее влиятельных коннахтских родов. Центром его семейных владений был Туам в современном графстве Голуэй. Основные же владения Уи Бриуйн находились на равнине Маг Ай, располагаясь вокруг древнеирландского комплекса Круахан. Кенн Фаэлад — первый представитель Уи Бриуйн Сеола, упоминаемый в ирландских анналах.
Первое упоминание о Кенн Фаэладе мак Колгане в исторических источниках датировано 653 годом. Согласно анналам, в этом году в сражении при Иартайр Сеоле погиб король Уи Мане Маркан мак Томайни, союзник представителей конкурировавшего с Уи Бриуйн рода Уи Фиахрах. Его победителями были Кенн Фаэлад и Маэнах мак Баэтин из септа Уи Бриуйн Брейфне. Последний из них назван королём Уи Бриуйн. Это сражение было результатом проводимой представителями Уи Бриуйн экспансии на земли долины Маг Ай.
В 663 году скончался король Коннахта Гуайре Айдне из рода Уи Фиахрах. По свидетельству «Анналов Тигернаха» и спискам коннахтских правителей из «Лейнстерской книги» и трактата «Laud Synchronisms», его преемником был Кенн Фаэлад мак Колган. Однако в «Хронике скотов» сообщается о смерти в 668 году короля Коннахта Муйрхертаха Нара, сына Гуайре Айдне, а в «Анналах Тигернаха» в 666 году упоминается Дуб-Индрахт мак Дунхада, король Уи Бриуйн Ай.
О правлении Кенн Фаэлада мак Колгана известно не очень много. В «Анналах Инишфаллена» сообщается, что в 665 году коннахтцы сражались с мунстерцами у Лох Фена (современного Лохфейна). Однако в источнике отсутствуют какие-либо дополнительные подробности об этом событии, кроме того, что на поле боя пал король Корко Байскинн Таламнах мак Лайдкейнн. Вероятно, что при Кенн Фаэладе началась экспансия Уи Бриуйн на западные области Коннахта.
Кенн Фаэлад мак Колган погиб в 682 году. Он был убит людьми из подчинённого Уи Бриуйн Сеола племени Конмайкне Куле. Вероятно, это убийство было ответом на попытки Кенн Фаэлада подчинить недавно завоёванные племена своему полному контролю. В «Лейнстерской книге» и в трактате «Laud Synchronisms» он ошибочно наделён девятнадцатью годами правления. Преемником Кенн Фаэлада мак Колгана на престоле Коннахта был Дунхад Муриски из рода Уи Фиахрах.
Кенн Фаэлад был отцом Амалгайда. Его потомки в ирландских анналах упоминаются как короли Иартира (Западного Коннахта).